# Ispringen
Ispringen település Németországban, azon belül Baden-Württembergben. Lakosainak száma 6097 fő (2023. december 31.).

## Népesség
A település népessége az elmúlt években az alábbi módon változott:
| Lakosok száma | 6136 | 6070 | 6041 | 5975 | 6018 | 6097 |
|               | 1975 | 2017 | 2019 | 2021 | 2022 | 2023 |